# Sojuz TMA-1
Sojuz TMA-1 (ryska: Союз ТMA-1) var en flygning i det ryska rymdprogrammet. Flygningen gick till Internationella rymdstationen. Farkosten sköts upp från Kosmodromen i Bajkonur med en Sojuz-FG-raket, den 30 oktober 2002. Man dockade med rymdstationen den 1 november 2002. 
Man lämnade rymdstationen den 3 maj 2003. Några timmar senare återinträdde den i jordens atmosfär och landade i Kazakstan.
I och med att farkosten lämnade rymdstationen var Expedition 6 avslutad.
Flygningen var den första med en Sojuz av modell TMA.
Vid återinträdet blev banan ballistisk och landningen skedde därför utanför den planerade landningszonen.